# Apoštolská nunciatura v Albánii
Apoštolská nunciatura v Albánii je současná papežská reprezentace v Albánii.

## Historie
Dne 12. listopadu 1920 byla brevem Quae catholico papežem Benediktem XV. založena apoštolská delegace v Albánii.
Dne 16. ledna 1991 jej papež Jan Pavel II. brevem Commodioribus iam povýšil na apoštolskou nunciaturu.
Současným nunciem je arcibiskup Ramiro Moliner Inglés.

## Seznam apoštolských delegátů a nunciů
- Ernesto Cozzi (1920-1926) – Titulární arcibiskup z Philippopolisu
- Giovanni Battista della Pietra, S.J. (1927–1936) – Titulární arcibiskup z Chalcedonu
- Ildebrando Antoniutti (1936–1938) – Titulární arcibiskup ze Synnady ve Frýgii
- Leone Giovanni Battista Nigris (1938–1947) – Titulární arcibiskup z Filippi
- Ivan Dias (1991–1996) – Titulární arcibiskup z Rusibisiry
- John Bulaitis (1997–2008) – Titulární arcibiskup z Narony
- Ramiro Moliner Inglés (2008–2016) – Titulární arcibiskup ze Sardy
- Charles John Brown (2017–2020) – Titulární arcibiskup z Aquileie
- Luigi Bonazzi (od 2020)